# 草薙神社
草薙神社（くさなぎじんじゃ）は、静岡県静岡市清水区草薙にある神社。式内社で、旧社格は県社。

## 祭神
祭神は次の1柱。
- 日本武尊 （やまとたけるのみこと）

『古事記』『日本書紀』の伝承によれば、ヤマトタケルの東征の際に賊がヤマトタケルのいる野に火をかけて焼き殺そうとしたが、ヤマトタケルは天叢雲剣で草を薙ぎ払い向い火を放って難を逃れた。そのため天叢雲剣を「草薙剣」と称するという。当社の北東方には同じく「クサナギ」を称する式内社として久佐奈岐神社（静岡市清水区山切）が知られるが、両社はともにそのヤマトタケルの火難伝説に関連する神社と伝えられ、一説に火難伝承地は当地に比定される。

## 歴史

### 創建

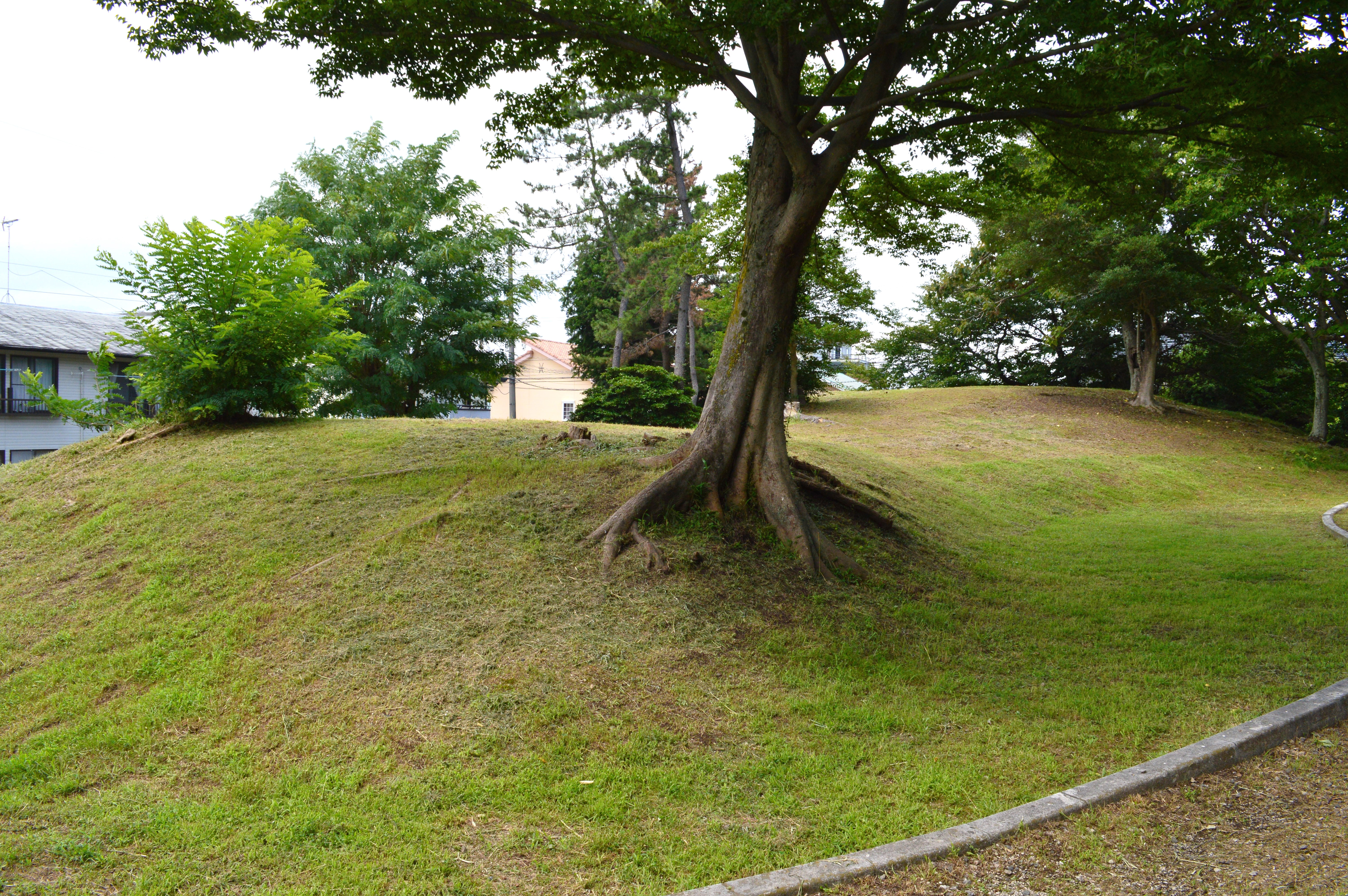
瓢箪塚古墳（清水区谷田）
有度山北麓に分布する西ノ原古墳群の主墳。草薙神社付近に所在。

社伝では、景行天皇53年に天皇が日本武尊ゆかりの地を巡幸した際、9月20日に天皇が当地に着き日本武尊の霊を奉斎したのが創建という。また、天皇は当社に神体として草薙剣を奉納したが、この草薙剣が朱鳥元年（686年）に天武天皇の勅命により熱田神宮に移されたとも伝えている。また社伝では、当社は古くは清水区草薙1丁目の「天皇原（てんのうばら）」と称される地に鎮座したという。現在地への遷座時期は明らかでないが、一説に天正18年（1590年）の造営時とする。
歴史考証の上では、前述の通り当社の創建にはヤマトタケル伝説が大きく関係するとされる。静岡市一帯には、大規模古墳として葵区の谷津山古墳（全長110メートル）や清水区の三池平古墳（全長65メートル）が残るが、これらの古墳を築いた勢力の服属が伝説成立の背景にあると推測される。なお、当地の首長古墳は「清水区庵原や谷津山丘陵（前期：4世紀代）→瀬名丘陵（中期：5世紀代）→有度山北麓（後期：6世紀代）」と変遷したと推測されるが、これらのうち清水区庵原付近に久佐奈岐神社が、有度山北麓に当社が鎮座する。
また、「クサナギ」の名を焼畑系地名に由来するとする説もある。その中で、伝説の中でヤマトタケルが向火をつける様も野焼きの延焼防止としてよく知られる手法であることも併せて指摘され、先行する焼畑系地名に基いてヤマトタケルの火難伝説が成立したと推測される。ヤマトタケル伝説の成立以前の当社については、山の神として焼畑作物を与える神であったとも、谷部にあることから水の神であったとも考えられている。

### 概史
延長5年（927年）成立の『延喜式』神名帳では駿河国有度郡に「草薙神社」と記載され、式内社に列している。ヤマトタケル伝承との関連から武家から信仰され、天慶年間（877年-885年）には平将門の乱の平定に奉賽がなされたと伝える。
中世には、永享4年（1432年）に将軍足利義教の駿河下向に従った尭孝が草薙社について記述している。天正8年（1580年）には、願主森民部太夫により釣燈籠と鰐口（ともに静岡市指定文化財）が奉納された。天正10年（1582年）には竹木の伐採が禁止され、天正18年（1590年）には社領として草薙郷18石が社人の民部大輔に安堵された。この社領は、慶長4年（1599年）にも横田村詮により安堵されている。
江戸時代の社領（朱印地）は50石。
明治維新後、明治3年（1873年）に近代社格制度において郷社に列し、明治12年（1879年）7月24日に県社に昇格した。

### 神階
- 正五位下 （『駿河国神名帳』） - 表記は「草奈岐天神」。

## 境内
境内は有度山北麓、草薙川上流の谷部に位置する。広さは0.7ヘクタール。
境内に立つクスノキは幹心が枯れ、外皮のみを残すが、樹高6メートル・周囲25メートルで樹齢は1,000年以上と言われる古木で、静岡市指定天然記念物に指定されている。
草薙駅付近の平地は「天皇原（てんのうばら）」と称される。かつて草薙神社はこの天皇原の地にあったといわれ、その地は現在も「古宮」として伝わっている（北緯35度0分4.61秒 東経138度26分39.00秒 / 北緯35.0012806度 東経138.4441667度）。

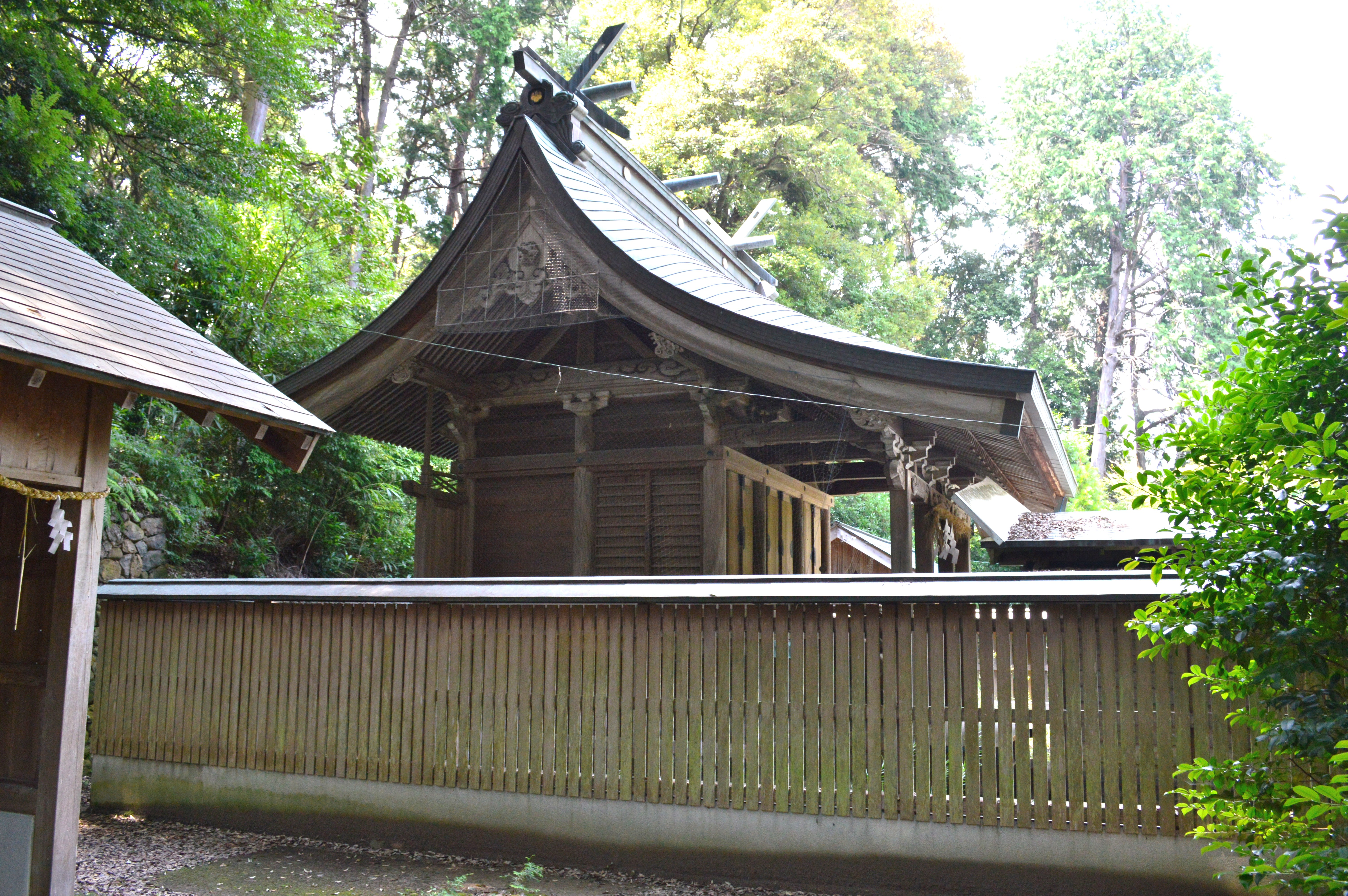
本殿
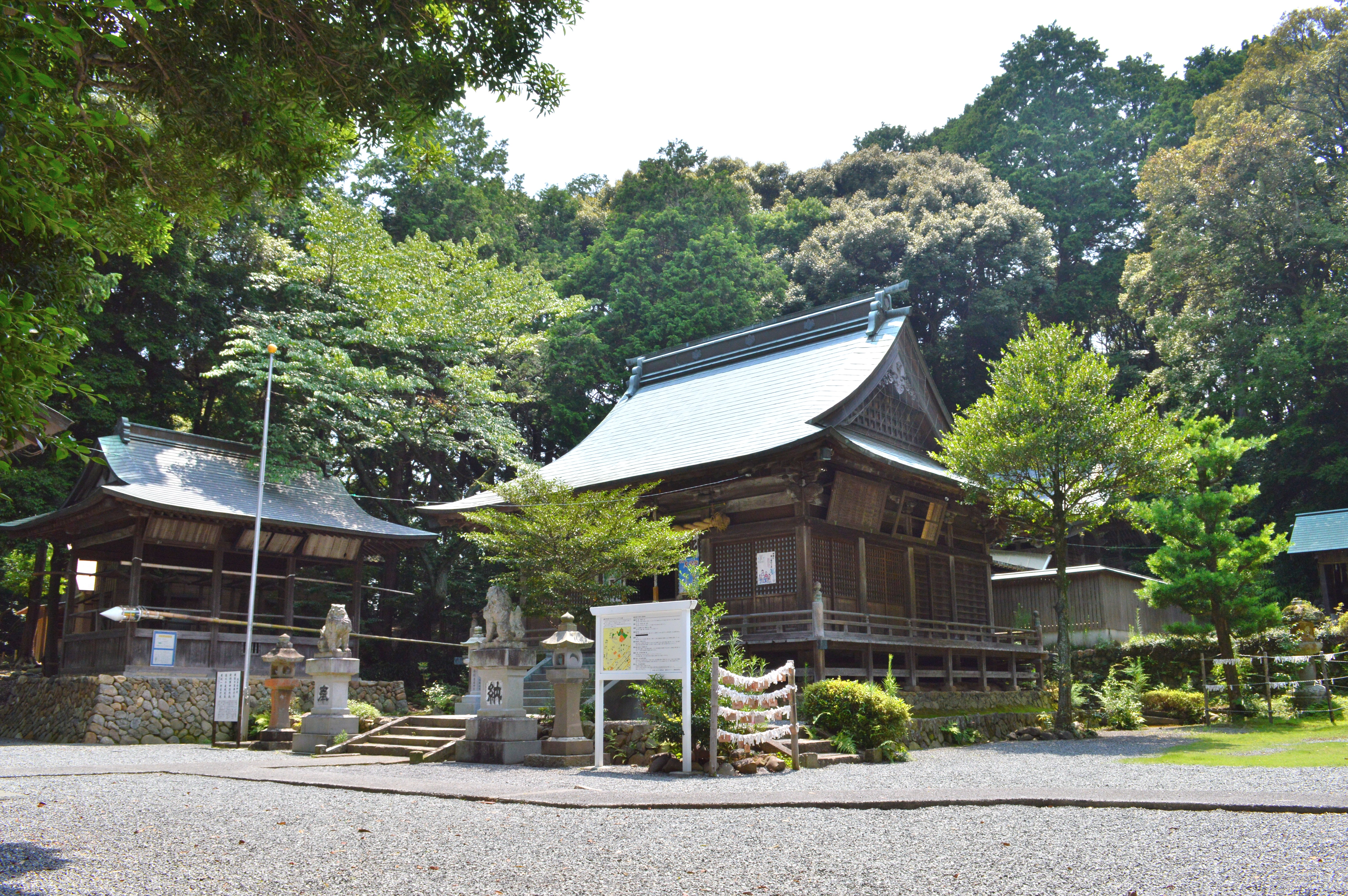
境内
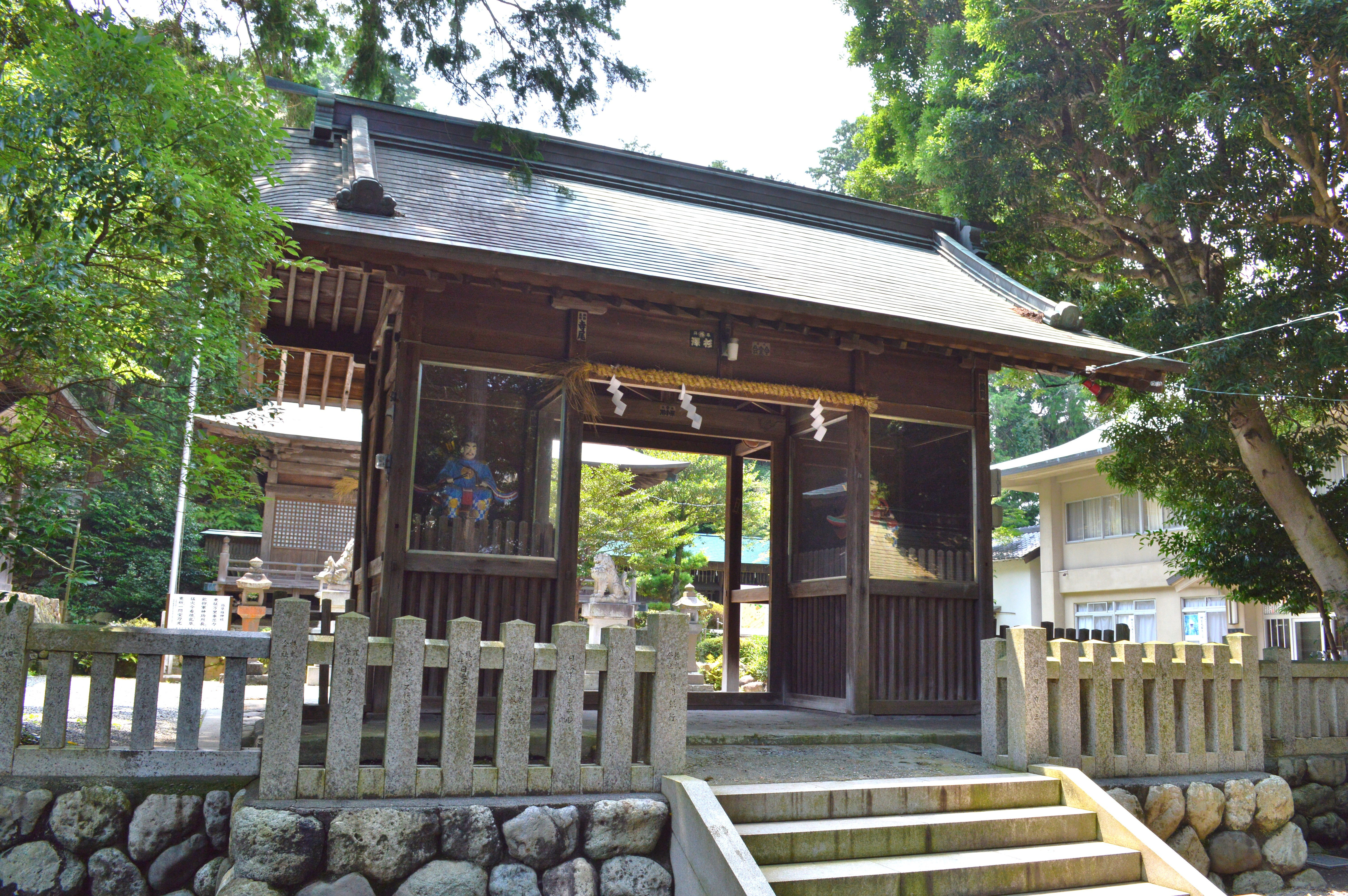
随身門
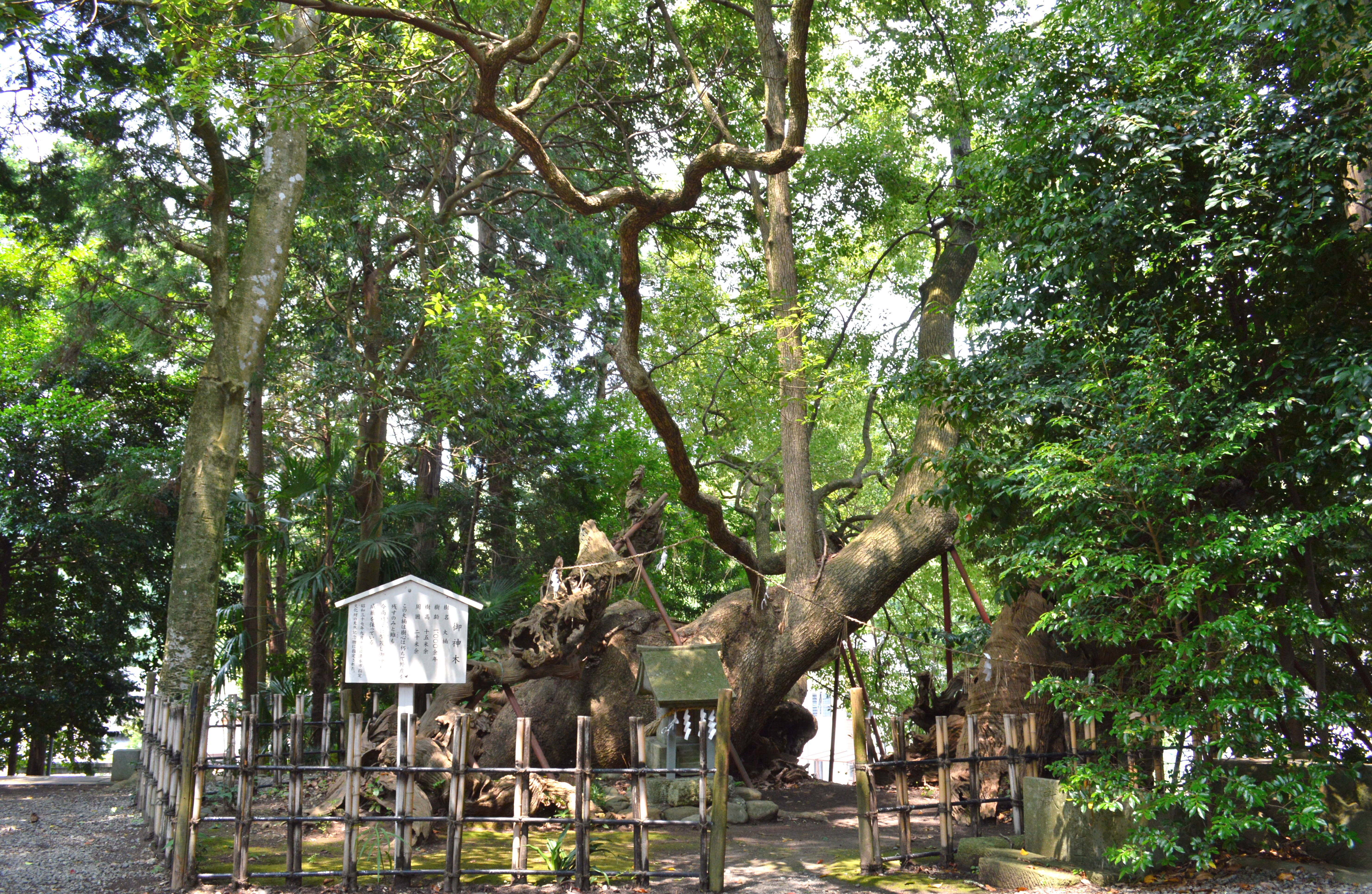
大樟（静岡市指定天然記念物）
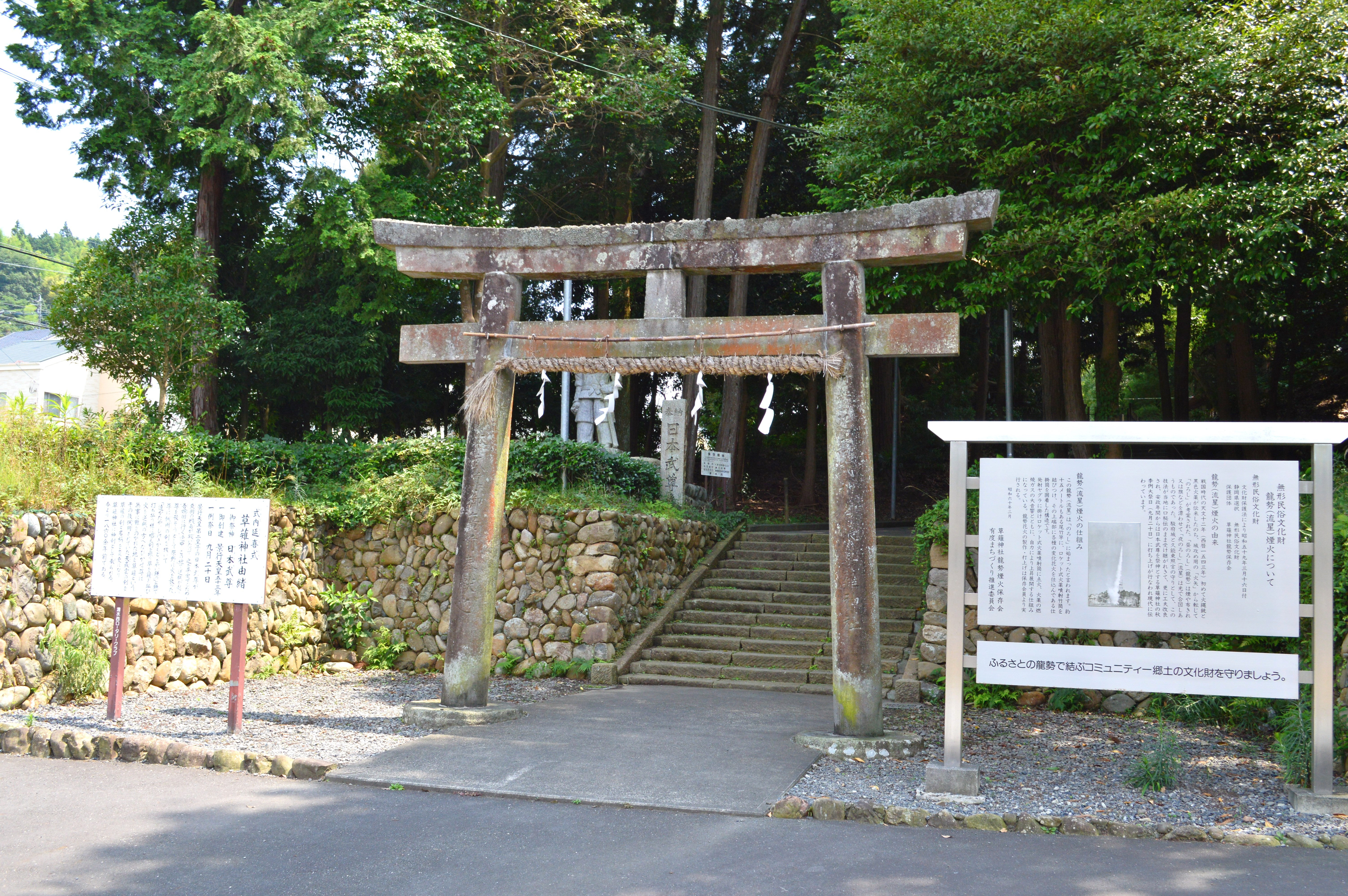
鳥居
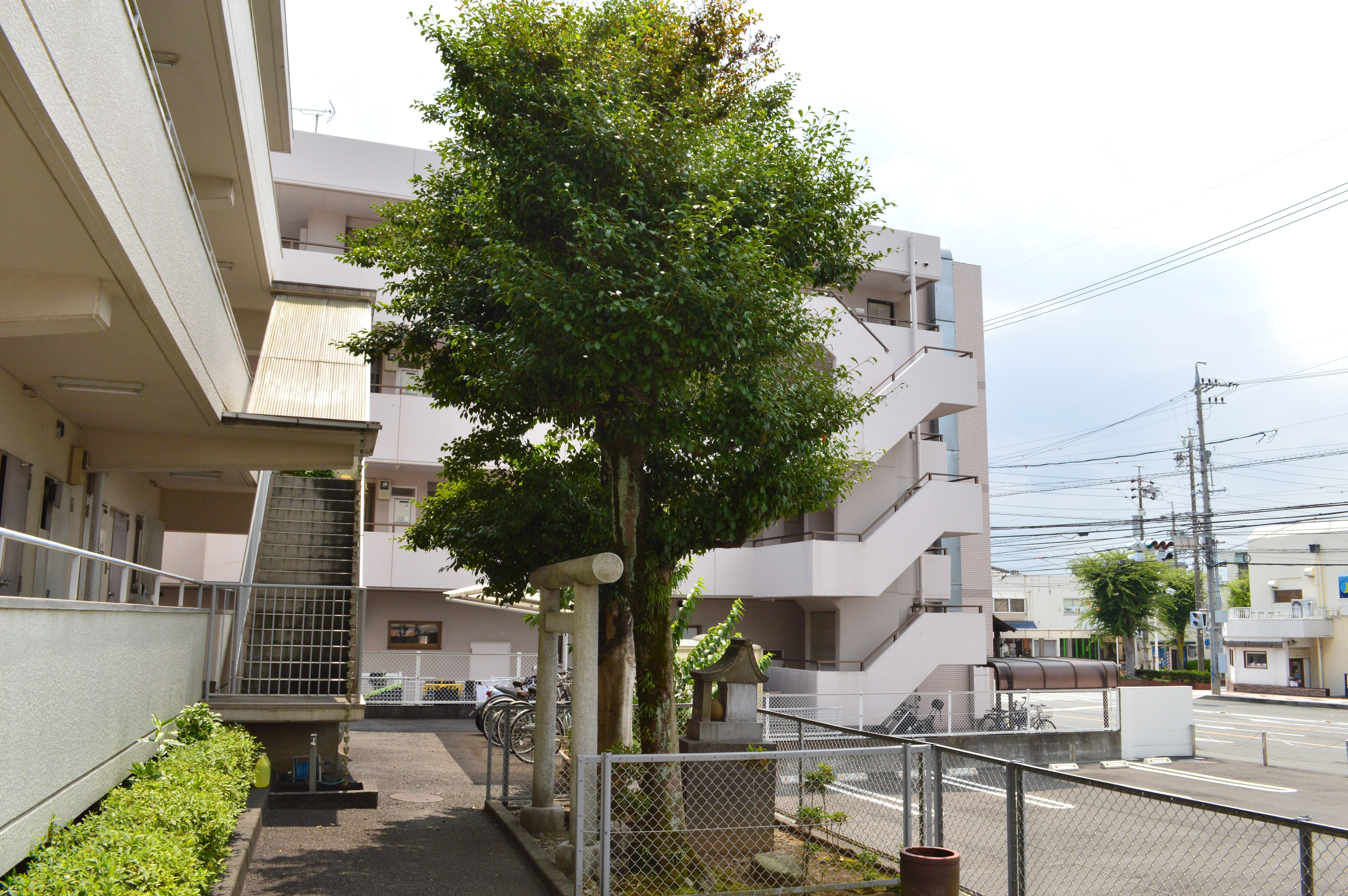
古宮

### 大鳥居

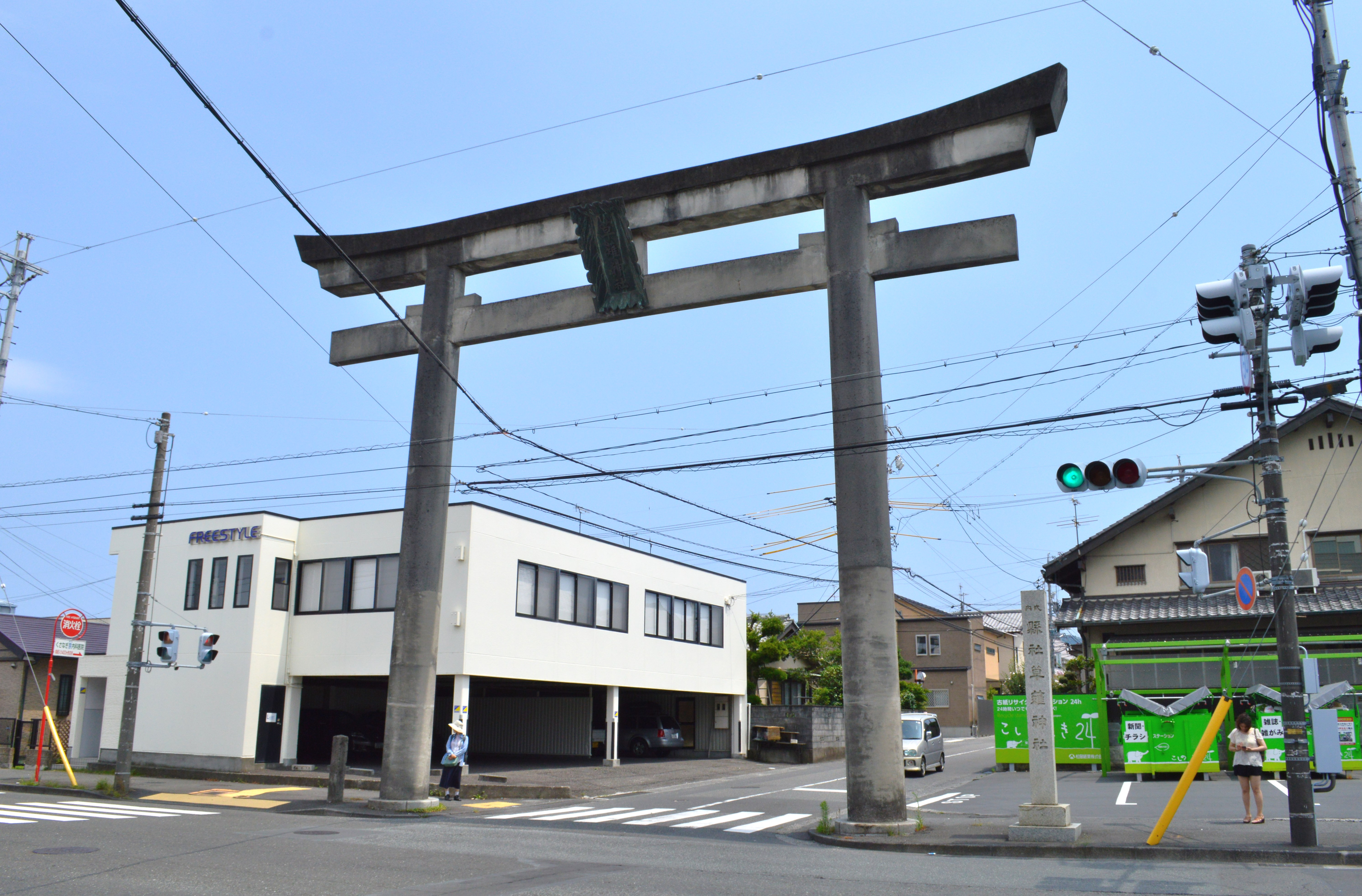
一の鳥居

草薙駅そばの市道をまたいで建つコンクリート製「一の鳥居」が、1950年代から存在していたが、2020年に撤去された。

#### 撤去
2019年に一部表面に破損が発生していることが確認された。2018年頃より地域住民や氏子より草薙神社に管理の問い合わせがあったため神社側で改めて確認したところ、神社の所有財産ではなかったことがわかり、市や県の過去の記録が確認される事態となった。その結果、1975年に静岡県が事業主体となる区画整理の一環で市道の拡幅工事を行った際に、原状回復補償として県が同じ場所に新たな道幅に合わせて再建したものの、その時点で所有者不明だったことが改めて判明した。つまり、1970年代よりずっと、修繕等の管理が一切ないまま地元のシンボルとして存在していたことになる。
老朽化による倒壊の危険性があるため周囲住民より撤去の要望が出され、静岡市は2020年3月24日より同年6月15日にかけて、所有者に対して除却を命ずる公告を行ったが、所有者が名乗り出ることはなかったため、市が鳥居脇の石碑2つの撤去と周辺の電話や電気等のケーブル移設費用を含め1100万円の費用を出して強制的な略式代執行を行う方針を発表し、同年内に撤去された。
毎日新聞記者による調査・取材によると、地元の有志多数による出資で、直接には神社が関与せず、建てられたことを傍証する地方紙（静岡新聞）の記事などは見つかっており、そういった経緯から所有権や所有者について不明となったのだろうという。似たような例で著名なものとして、芝増上寺の大門が何らかの理由で都の財産目録から抜け落ち、所有者を確認することができなくなっていた例など、宗教関係の建物では「みんなのもの」という意識が元で、所有者・管理者がはっきりしなくなっている場合が多く、この場合では1975年の再建時に不明のままとしたことが撤去につながった、というコメントがある。

## 摂末社
境内社として本殿南側に9社、北側に9社が鎮座する。

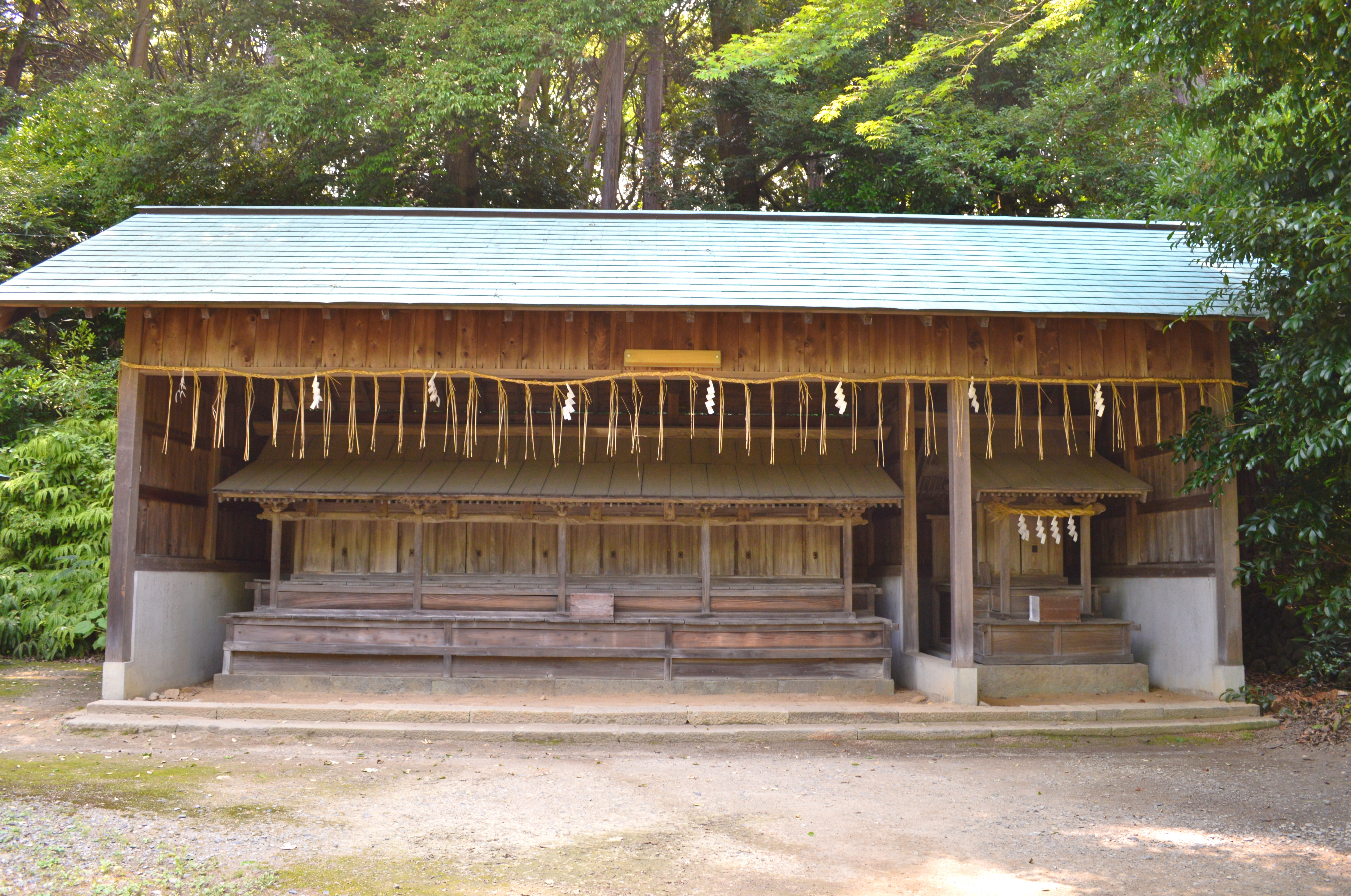
北側末社
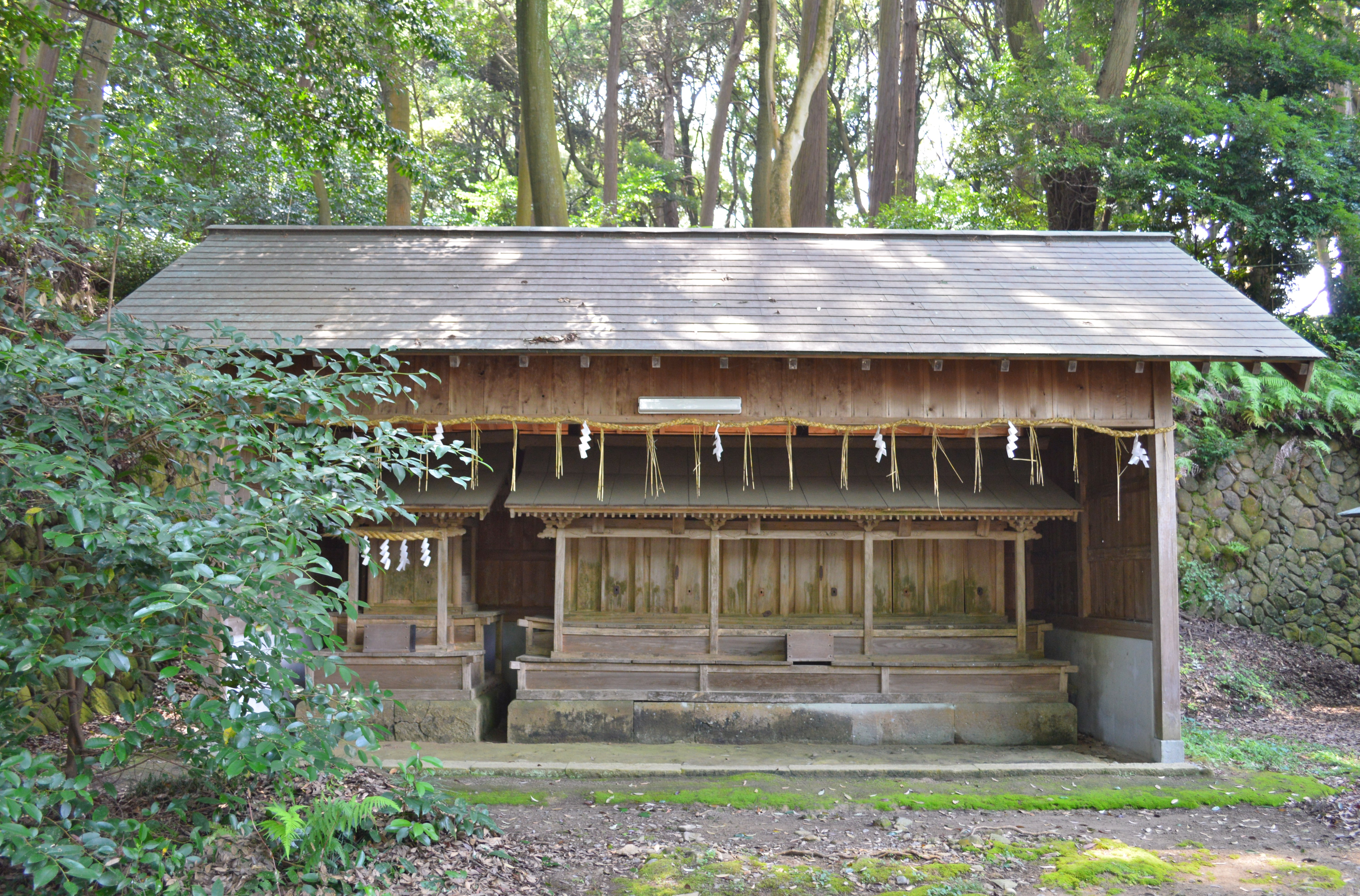
南側末社

## 祭事
例祭は9月20日で、この日は景行天皇による神社創建日であると伝える。当日には「龍勢（流星）煙火」と称される、狼煙から発展した花火が打ち上げられる。この煙火は安政年間（1854年-1860年）から続くといい、静岡県指定無形民俗文化財に指定されている。

## 文化財

### 静岡県指定無形民俗文化財
- 草薙神社龍勢花火 - 平成15年3月24日指定。

### 静岡市指定文化財
- 有形文化財
  - 釣燈籠（工芸品） - 室町時代末期、天正8年（1580年）の森民部太夫による奉納。昭和37年9月17日指定。
  - 鰐口（工芸品） - 室町時代末期、天正8年（1580年）の森民部太夫による奉納。昭和37年9月17日指定。
- 天然記念物
  - 大樟 - 昭和37年9月17日指定。

## 現地情報
所在地
- 静岡県静岡市清水区草薙349

交通アクセス
- 東海旅客鉄道（JR東海）東海道本線 草薙駅から
  - バス：しずてつジャストライン（三保草薙線）で「草薙神社前」バス停下車 （乗車時間約7分、下車後徒歩すぐ）

周辺
- 瓢箪塚古墳（西ノ原1号墳、北緯34度59分53.74秒 東経138度26分40.83秒） - 全長約45.8メートルの前方後円墳[5]。